# San Juan Petlapa
San Juan Petlapa là một đô thị thuộc bang Oaxaca, México. Năm 2005, dân số của đô thị này là 2717 người.